# 鲁沃纳克
鲁沃纳克（法語：Rouvenac，法語發音：[ʁuvnak] ⓘ）是法国奥德省的一个旧市镇，属于利穆区。2019年1月1日，鲁沃纳克与法村合并为新市镇瓦勒迪法比。

## 地理
鲁沃纳克（42°56'16"N, 2°8'45"E）面积12.23 平方千米，位于法国奧克西塔尼大區奥德省，该省份为法国南部沿海省份，北起塔恩省，西北接上加龙省，西接阿列日省，南至东比利牛斯省，东临地中海，东北与埃罗省接壤。
与鲁沃纳克接壤的市镇（或旧市镇、城区）包括：布勒纳克、法村、费斯特和圣安德烈、皮韦尔、圣让德帕拉科勒、拉塞尔庞。
鲁沃纳克的时区为UTC+01:00、UTC+02:00（夏令时）。

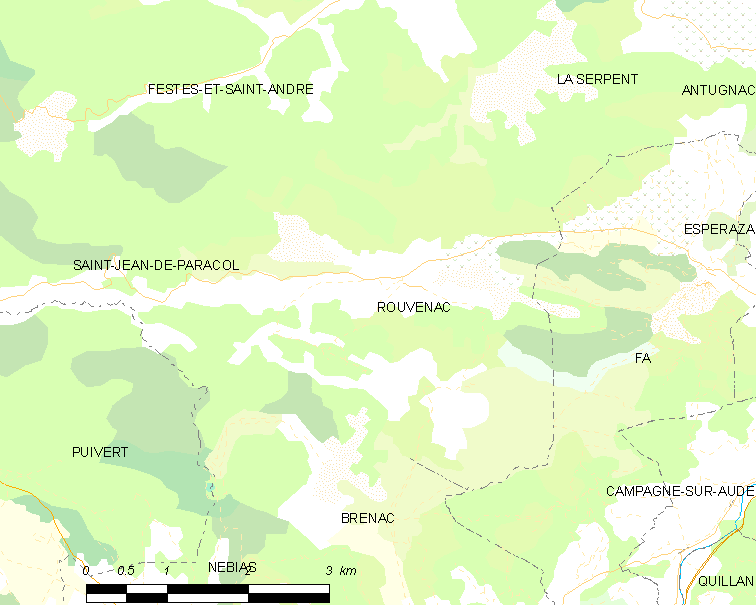
鲁沃纳克的OSM定位图

## 行政
鲁沃纳克的邮政编码为11260，INSEE市镇编码为11329。

## 政治
鲁沃纳克所属的省级选区为上奥德河谷县。

## 人口

1962-2008年间鲁沃纳克人口变化图示

鲁沃纳克于2018年1月1日时的人口数量为219人。